# Bauhöhe (Spessart)
Die Bauhöhe ist ein 533 m ü. NHN hoher Berg im Spessart im bayerischen Landkreis Main-Spessart in Deutschland.

## Beschreibung
Es handelt sich um einen kleinen Höhenzug im gemeindefreien Gebiet Fürstlich Löwensteinscher Park mit drei Hauptgipfeln: Die Vordere Bauhöhe (471 m), die Mittlere Bauhöhe (502 m) und die Hintere Bauhöhe (533 m). Der Höhenzug befindet sich zwischen den Tälern von Hafenlohr und Heinrichsbach. Im Nordwesten schließt flach der Bayersberg (517 m) an. Auf dem Gipfelgrat der Bauhöhe liegen im gemeindefreien Gebiet zwei Exklaven der Gemeinden Bischbrunn und Esselbach, das Forsthaus Neubau und das Jagdschloss Karlshöhe. Am Fuße des Höhenzuges befinden sich die Einöden Sylvan im Weihersgrund und Schleifthor.